# Nina Gage
Nina Diadamia Gage (chinesischer Name: Gai Yizhen) (* 9. Juni 1883 in Brooklyn (New York City)/USA; † 18. Oktober 1946 in den USA) war eine US-amerikanische Krankenschwester, Präsidentin der Chinese Nursing Association (Chinesischer Krankenpflegeverband) und Präsidentin des International Council of Nurses (ICN).

## Leben
Nina Gage wuchs mit ihren Geschwistern in New York City auf. 1905 beendete sie ein Grundlagenstudium am Wellesley College (Boston), einer privaten Hochschule für Frauen, um anschließend eine Krankenpflegeausbildung an der Roosevelt Hospital School of Nursing in New York City (NYC) zu absolvieren. Sie beendete diese Ausbildung im Jahr 1908 und ging ein Jahr später, 1909, nach China zu ihrem Bruder, dem Missionar Brownell Gage, und dessen Ehefrau Helen Gage, die später Ärztin wurde. Beide arbeiteten für die protestantische Missionsgesellschaft Yale-in-China-Mission in Changsha, der heutigen Hauptstadt der Provinz Hunan. Nina Gage arbeitete in Changsha zunächst als Krankenschwester in einer Apotheke, später gründete sie dort eine Krankenpflegeschule nach westlichem Vorbild für Frauen und Männer. Beim ersten Ausbildungslehrgang bewarben sich 20 junge Frauen und 40 junge Männer für die Aufnahmeprüfung. Fünf weibliche und sieben männliche Bewerber konnten in die Ausbildung aufgenommen werden. Vor allem die Schülerinnen hatten Schwierigkeiten zu Beginn der Ausbildung, da Mädchen damals schon in jungen Jahren auf die Ehe vorbereitet wurden und sehr zurückgezogen lebten. Gage bevorzugte in der Anfangszeit als Lehrerin die Methode des Lernens durch Vorbilder. Die Schule nannte sich zunächst Yali-Schule, wurde aber Anfang der 1920er Jahre umbenannt in Hsiang-Ya-Schule. Nina Gage führte in China den Namen Gai Yizhen.
Zwischen 1912 bis 1914 war Gage Präsidentin der Chinese Nursing Association. Während des Ersten Weltkriegs kehrte sie in die USA zurück, um im Vassar Training Camp Krankenschwestern in Kriegskrankenpflege auszubilden. Nach dem Krieg ging sie erneut nach China und wurde zur Dekanin der Hsiang-Ya-Schule ernannt. Gage unterbrach diesen zweiten China-Aufenthalt aber ein weiteres Mal, um 1922 am Teachers College der Columbia-Universität in NYC ein Masterstudium in Krankenpflege zu absolvieren. 1925 zog es sie wieder nach China. 1927 musste sie, aufgrund politischer Unruhe, aber auch diesen Aufenthalt in China beenden. Sie kehrte danach nicht mehr nach China zurück.
1925 nahm Gage am ICN Kongress in Helsinki teil. Sie beeindruckte dort mit einem Papier über die Adaption eines Krankenpflegecurriculums an die lokalen Gegebenheiten in China. Sie wurde in Helsinki zur Präsidentin des ICN gewählt. Sie folgte in dieser Position der Finnin Sophie Mannerheim. Gage blieb Präsidentin des ICN bis zum Jahr 1929 und war damit noch verantwortlich für den ICN Kongress 1929 in Montreal. 1929 ging die ICN-Präsidentschaft an die Französin Léonie Chaptal über. 1931 wurde Gage Direktorin der Hampton University School of Nursing, 1935 Direktorin der Newport Hospital School of Nursing, Rhode Island. Posthum wurde 1949 am Newport Hospital die Gage Hall nach ihr benannt.

## Veröffentlichung
- mit John Fitch Landon: Communicable Diseases (Lehrbuch zu übertragbaren Krankheiten). Philadelphia: F. A. Davis Company, 2025[6]